# Julien Taramarcaz
Julien Taramarcaz (Fully, 12 november 1987) is een Zwitsers voormalig wielrenner, hij was vooral actief als veldrijder. 

## Biografie
Bij de jeugd was Taramarcaz een groot talent. Zo werd hij in 2005 in het Duitse St. Wendel vicewereldkampioen bij de junioren, nadat hij eerder dat seizoen al Europees kampioen geworden was.
Doordat hij in 2005 Zwitsers wegkampioen bij de juniores geworden was en 2de in de tijdrit besliste hij zich in zijn beloften tijd meer op de weg te concentreren. dit was echter een mislukt avontuur en besloot om terug te keren naar de cross. Vanaf het seizoen 2009-2010 kwam hij uit bij de elites. Vanaf 1 januari 2011 kreeg hij een profcontract bij BMC. Tijdens het Zwitsers kampioenschap wist hij een bronzen medaille te behalen na Pirmin Lang en Christian Heule
Het seizoen 2011/2012 betekende voor Taramarcaz de grote doorbraak. Hij werd dat seizoen voor het eerst Zwitsers kampioen en aan het einde van dat seizoen wist hij goede resultaten te behalen in de grotere crossen. Zo werd hij 8ste in de Superprestige Hoogstraten. Een jaar later volgde de bevestiging: 6de in de Cyclocross Zonhoven, 9de in de Cyclocross Asper-Gavere. Later dat seizoen stond hij bijna op het podium van de Wereldbeker Roubaix. Hij werd er uiteindelijk 4de op 7 seconden van winnaar Sven Nys. 
Hij reed dat seizoen ook goed tijdens de kampioenschappen. Tijdens de Zwitserse kampioenschappen te Steinmaur wist hij zijn titel te verlengen. Een maand later leek Taramarcaz tijdens de Wereldkampioenschappen leek hij op weg naar een 5de plaats, maar hij verloor in een spurt met twee deze plaats aan de Duitser Philipp Walsleben.
Als voorbereiding op het seizoen 2013-2014 mocht Taramarcaz stage lopen bij het BMC Racing Team. Hij reed er onder andere de  de rondes van Utah en Collorado. Na de Supperprestige van Hamme-Zogge maakte hij bekend dat hij vanaf 1 januari 2014 een contract aangaat voor 2 jaar met het KwadrO-Stannah Cyclocross Team.
Na een moeilijke eerste periode bij zijn nieuw team, waarin hij zelf zijn nationale titel verloor, kwam hij er in het seizoen 2014-2015 weer bovenop. Begin 2015 wist hij te Aigle zijn Zwitserse titel zelfs te herwinnen, op het snelle parcours nam hij de maat van Arnaud Grand.

## Palmares

### Veldrijden
Overwinningen
| Categorie | Seizoen   | Wereldbeker | WK  | EK     | ZK           | Overige | Totaal aantal zeges |  |
| --------- | --------- | ----------- | --- | ------ | ------------ | ------- | ------------------- |  |
| Junioren  | 2003-2004 |             | 24e | 29e    | Zilver       |         | 0                   |  |
| Junioren  | 2004-2005 | Wetzikon    | ↑   | ↑      | Goud         |         | 3                   |  |
| Totaal    | 1         | 0           | 1   | 1      | 0            | 3       |                     |  |
| Beloften  | 2005-2006 |             | 29e | 28e    | Brons        |         | 0                   |  |
| Beloften  | 2006-2007 |             | DNF | 10e    | Brons        |         | 0                   |  |
| Beloften  | 2007-2008 | Koksijde    | 28e | 12e    | Zilver       | Veghel  | 2                   |  |
| Beloften  | 2008-2009 |             | 38e |        | Goud         |         | 1                   |  |
| Totaal    | 1         | 0           | 0   | 1      | 1            | 3       |                     |  |
| Elite     |           |             |     |        |              |         |                     |  |
| 2009-2010 |           | DNS         | NVT | 11e    |              | 0       |                     |  |
| 2010-2011 |           | DNS         | NVT | Brons  |              | 0       |                     |  |
| 2011-2012 |           | 16e         | NVT | Goud   | Sion, Rennaz | 3       |                     |  |
| 2012-2013 |           | 6e          | NVT | Goud   | Illnau       | 2       |                     |  |
| 2013-2014 |           | 14e         | NVT | 8e     | Sion         | 1       |                     |  |
| 2014-2015 |           | 11e         | NVT | Goud   |              | 1       |                     |  |
| 2015-2016 |           | 22e         | 5e  | Zilver |              | 0       |                     |  |
| 2016-2017 |           | 19e         | DNS | Goud   | Sion         | 2       |                     |  |
|           |           |             |     |        |              |         |                     |  |
| Totaal    | 0         | 0           | 0   | 4      | 5            | 9       |                     |  |

Resultatentabel
| Seizoen   | Aantal zeges      | Regenboogtrui | Europese kampioenentrui | Zwitserse kampioenstrui | WB  | SP  | DVV | EKZ | UCI  |
| --------- | ----------------- | ------------- | ----------------------- | ----------------------- | --- | --- | --- | --- | ---- |
| 2009–2010 | 0 overwinning(en) | DNS           | NVT                     | 11e                     | -   | -   | -   | NVT | -    |
| 2010–2011 | 0 overwinning(en) | DNS           | NVT                     | Brons                   | -   | -   | -   | NVT | 133e |
| 2011–2012 | 3 overwinning(en) | 16e           | NVT                     | Goud                    | 30e | 22e | 41e | NVT | 37e  |
| 2012–2013 | 2 overwinning(en) | 6e            | NVT                     | Goud                    | 15e | 13e | 19e | NVT | 12e  |
| 2013–2014 | 1 overwinning(en) | 14e           | NVT                     | 8e                      | 20e | 13e | 14e | NVT | 25e  |
| 2014–2015 | 1 overwinning(en) | 11e           | NVT                     | Goud                    | 10e | 18e | 14e | 56e | 17e  |
| 2015–2016 | 0 overwinning(en) | 22e           | 5e                      | Zilver                  | 15e | 16e | 10e | 40e | 23e  |
| 2016–2017 | 2 overwinning(en) | 19e           | DNS                     | Goud                    | 41e | 27e | 23e | -   | 54e  |
| Totaal    | 9 overwinningen   | 0             | 0                       | 4                       | 0   | 0   | 0   | 0   | 0    |

Ballan · 
Blythe · 
Bookwalter · 
Burghardt · 
Cummings · 
Eijssen · 
Evans · 
Frank · 
Gilbert  · 
Hushovd · 
Kohler · 
Lander · 
Lodewyck · 
Moinard · 
Morabito · 
Nerz · 
Oss · 
Phinney · 
Pinotti · 
Quinziato · 
Santaromita · 
Schär · 
Van Avermaet · 
Van Garderen · 
Warbasse · 
Wyss · 
Dillier (stagiair) · 
Novák (stagiair) · 
Taramarcaz (stagiair) 
Aernouts · Bína · Cant · Gil · Hofman · Meisen · Šimůnek · D.Sweeck · H.Sweeck · L.Sweeck · Taramarcaz